# Germán Muñoz
Germán Eduardo Muñoz Ormeño (Lima, 23 de junio de 1973) es un exfutbolista peruano que jugaba en la posición de defensa.

## Trayectoria
Muñoz llegó a Universitario de Deportes en los 80, cuando con 8 años se integró a las inferiores del cuadro merengue, cuadro de sus amores. Fue ascendido al primer equipo crema en 1992, debutando al año siguiente en Primera División. En la mencionada década, Muñoz se consolidaba como titular de Universitario, llegando a su mejor rendimiento en 1995. incluso llegando al ser nominado por Miguel Company al Seleccionado nacional. Al año siguiente, con Eduardo Luján Manera en la banca, perdería el puesto de titular y tendría pocos minutos en la temporada.
En 1997 se va a Cienciano donde firma un contrato por dos años. Luego de su paso por Cusco, pasó a Deportivo Municipal, por expresa petición de Ramón Quiroga, donde dirigió hasta ese año, tendría un corto regreso por Cienciano, donde jugaría amistosos pero no llegaría a jugar oficialmente el torneo clausura. En 2000 ficha por el Sport Boys del Callao. Fue allí donde más destacó, marcando 6 goles en su paso por el conjunto rosado y consolidándose como titular indiscutible. 
En 2002 jugó 33 partidos en Estudiantes de Medicina, al año siguiente en Alianza Atlético, 36 partidos y 1 gol. En 2005 pasó a Unión Huaral, su último club como profesional (y último año también de futbolista en Perú), retirándose con 32 años del fútbol profesional.

## Selección nacional
En la preparación para las Eliminatorias a Francia, Muñoz fue nominado para enfrentar algunos encuentros amistosos. Fue parte del plantel que disputó la Copa América de Bolivia en 1997, dirigido por Freddy Ternero, asistente del entonces técnico, Juan Carlos Oblitas. Jugó 7 partidos oficiales con el combinado nacional.

## Clubes
| Club                      | País | Año       |
| ------------------------- | ---- | --------- |
| Universitario de Deportes | Perú | 1992-1996 |
| Cienciano                 | Perú | 1997-1998 |
| Deportivo Municipal       | Perú | 1999      |
| Sport Boys                | Perú | 2000-2001 |
| Estudiantes de Medicina   | Perú | 2002      |
| Alianza Atlético          | Perú | 2003-2004 |
| Unión Huaral              | Perú | 2005      |